# Typhlodromus homalii
Typhlodromus homalii är en spindeldjursart som beskrevs av Gupta 1970. Typhlodromus homalii ingår i släktet Typhlodromus och familjen Phytoseiidae. Inga underarter finns listade i Catalogue of Life.